# Legion Speer
Legion Speer – formacja złożona z obcokrajowców w składzie Organizacji Todt (OT) podczas II wojny światowej.
Legion Speer, nazwany imieniem ministra Rzeszy ds. Uzbrojenia i Amunicji Alberta Speera, został utworzony w 1942 r. Było to związane z przeorganizowaniem OT po śmierci 8 lutego 1942 r. jej dotychczasowego szefa dr. Fritza Todta i objęciem tej funkcji przez A. Speera. Legion skupiał robotników pochodzących z różnych okupowanych krajów. We wrześniu 1942 r. wykonywali oni roboty budowlane w atlantyckich portach Francji. Pod koniec 1943 r. Legion został zmilitaryzowany i przeszedł pod zwierzchnictwo Narodowosocjalistycznego Korpusu Motorowego (NSSK). W 1944 r. został przeorganizowany w niezależny Korpus Transportowy Speer poprzez połączenie się z NSKK Transportgruppe Speer. Składał się wówczas z czterech kompanii kierowców. Jego członkowie dostali jednolite uniformy. Latem 1944 r. formacja wykonywała zadania transportowe na rzecz Wehrmachtu w Normandii, a następnie we Włoszech.
Organizacja Legionu Speer we wrześniu 1943 r. była następująca:
- Legion Speer Italien,
- Legion Speer Norwegen – Oslo,
- Legion Speer Ost – Kijów,
- Legion Speer Reich – Berlin,
- Legion Speer Südost – Belgrad,
- Legion Speer West – Paryż.

Stopnie w Legionie Speer:
- Generalkapitän
- Chefkapitän
- Stabskapitän
- Kapitän
- Hauptzugführer
- Oberzugführer
- Zugführer
- Stabsfahrmeister
- Hauptfahrmeister
- Oberfahrmeister
- Fahrmeister
- Unterfahrmeister
- Hauptkraftfahrer
- Oberkraftfahrer
- Kraftfahrer